# Raudenspitze
Raudenspitze är en bergstopp i Österrike.   Den ligger i distriktet Hermagor och förbundslandet Kärnten, i den centrala delen av landet, 300 km sydväst om huvudstaden Wien. Toppen på Raudenspitze är 2 507 meter över havet, eller 488 meter över den omgivande terrängen. Bredden vid basen är 5,2 km.
Terrängen runt Raudenspitze är huvudsakligen bergig, men den allra närmaste omgivningen är kuperad. Runt Raudenspitze är det glesbefolkat, med 18 invånare per kvadratkilometer.. Närmaste större samhälle är Oberdrauburg, 19,2 km nordost om Raudenspitze. 
I omgivningarna runt Raudenspitze växer i huvudsak blandskog.